# グラス・オニオン
「グラス・オニオン」（Glass Onion）は、ビートルズの楽曲。1968年に発売された9作目のイギリス盤公式オリジナル・アルバム『ザ・ビートルズ』に収録された。レノン＝マッカートニー名義となっているが、実質的にはジョン・レノンによって書かれた楽曲で、マッカートニーは「ジョンとヨーコが僕を訪ねてきて、ジョンと僕は30分ほど庭に出た。僕に仕上げて欲しいところがあったからだけど、『グラス・オニオン』はジョンの曲だし、ジョンのアイデアだった」と語っている。
アルバム『ザ・ビートルズ』において初めてリンゴ・スターが登場する楽曲で、曲はスターのドラムから始まる。歌詞にはビートルズがこれまでに発表した楽曲のタイトルおよび関連するキーワードが登場しており、ビートルズの楽曲を聴いて隠れたメッセージを探し当てようとする人々を揶揄する目的で書かれた。
2018年に『ザ・ビートルズ (ホワイト・アルバム) 50周年記念ニュー・エディション』の発売に合わせて、ミュージック・ビデオが制作された。

## 背景
インドのリシケーシュに滞在していた1968年春に、レノンは「グラス・オニオン」を書いた。歌詞の中には「ストロベリー・フィールズ・フォーエバー」、「アイ・アム・ザ・ウォルラス」、「レディ・マドンナ」、「フール・オン・ザ・ヒル」、「フィクシング・ア・ホール」など、これまでにビートルズが発表した楽曲および関連するキーワードが登場しており、レノンは「ビートルズの曲を聴いて、隠れたメッセージを探し当てようとする連中を揶揄するつもりで書いた」と語っている。
歌詞に出てくる「the bent backed tulips（逆に曲がったチューリップ）」はロンドンにある高級レストラン「パークス」でレノンが見かけた生け花、「Cast Iron Shore（鋳鉄の海岸）」はリヴァプール南部の沿岸地域のことで、「dove-tail（蟻継）」はレノンが学生時代に受けた木工の授業での思い出に由来している。タイトルおよび歌詞に登場する「Glass Onion」は、モノクルを意味するイギリスのスラングで、アイビーズ（後のバッドフィンガー）がアップル・レコードより再デビューする際にレノンが提案したバンド名の候補でもあった。
インドから帰国後の5月に、イーシャーにあるジョージ・ハリスンの自宅でアルバム『ザ・ビートルズ』のセッションに向けたデモ音源の制作時に、本作も取り上げられた。この時点でレノンはヴァースを1つ書いていなかったため、当時レコーディングされたデモ音源では、このヴァースが2回繰り返されている。その後、EMIレコーディング・スタジオでのレコーディングまでに残る2つのヴァースの歌詞が書き足された。
2番の歌詞に「Well here's another clue for you all / The walrus was Paul.（じゃあここでもう1つ手がかりをあげよう / セイウチとはポールのことさ）」というフレーズがある。これについて、マッカートニーは「このくだりをやったときはすごく楽しませてもらった。ジョンが言いたかったのは『マジカル・ミステリー・ツアー』の“アイ・アム・ザ・ウォルラス”で僕ら全員が着ぐるみに入ることになったときに、たまたま僕がセイウチの着ぐるみに入ったということ。世間の人達が僕らの曲からいろんなことを読み取って、隠れたメッセージがあるとされている全部のネタから、ちょっとした伝説が生まれてくる。それで当時は、僕らの方からネタを仕込んでやろうということになったんだ」と語っている。

## レコーディング
「グラス・オニオン」のレコーディングは、1968年9月11日にEMIレコーディング・スタジオのスタジオ2で開始され、同月12日・13日・16日と10月10日にオーバー・ダビングのセッションが行なわれた。通常ビートルズの楽曲のプロデュースはジョージ・マーティンが手がけているが、本作のレコーディング当時は休暇中であったため、クリス・トーマスがプロデュースを手がけた。本作のドラムはレコーディングの1週間前にバンドに復帰したリンゴ・スターによる演奏で、ドラムセットにはマル・エヴァンズの厚意により花が飾られた。
9月11日のセッションではドラム、ベース、リードギター、アコースティック・ギターの編成で34テイク録音された。同日に録音されたテイクの大半で、「Walrus and me（セイウチと僕）」や「The Fool On The Hill（丘の上の愚か者）」についての歌詞のバリエーションが試された。マスターにはテイク32が採用された。12日にレノンのダブルトラッキングされたリード・ボーカルとスターのタンバリン、13日に追加のドラムとピアノがオーバー・ダビングされた。この段階で「Looking through a hole in the ocean（海に空いた穴越しに見ている）」から現行の「Fixing a hole in the ocean（海に空いた穴を直す）」に変更された。
「アイ・ウィル」のセッション中だった9月16日に、マッカートニーとクリス・トーマスによって「The Fool On The Hill」についてのくだりに対して、同名の楽曲でも使用したリコーダーの短いフレーズを加えられた。
9月26日に電話のベルやガラスの割れる音、サッカー解説者のケネス・ウォルステンホルムの「It's a goal!（ゴールが決まった！）」という叫び声を録音したテープループを加えたモノラル・ミックスが作成された。このモノラル・ミックスは、1996年に発売された『ザ・ビートルズ・アンソロジー3』に収録されており、ヴァースにはフルートにセッティングしたメロトロンの音も含まれており、「ストロベリー・フィールズ・フォーエバー」を引き合いにしたアレンジとなっている。休暇から戻ったマーティンが弦楽八重奏を追加することを提案し、レノンもこれに賛同。この日に作成されたミックスおよびサウンド・エフェクトは破棄された。
10月10日に本作と「ピッギーズ」に対して、ストリングスのオーバー・ダビングが行なわれた。同日にはモノラル・ミックスとステレオ・ミックスも作成された。

## その後
2006年に発売された『LOVE』には「今日の誓い」、「ハロー・グッドバイ」、「マジカル・ミステリー・ツアー」、「ペニー・レイン」、「オンリー・ア・ノーザン・ソング」、「エリナー・リグビー」の要素とリミックスしたバージョンが収録された。
2018年にインデペンデント誌のジェイコブ・ストルワーシーは、アルバム『ザ・ビートルズ』収録曲を対象としたランキングで本作を10位に挙げ、「レノンは、バンドの楽曲のタイトルを並べた象徴的な歌詞で、自身のちょこざいな一面を受け入れた。その代わりにファンに悪戯するかたちで、自身の楽曲が実際よりも意味のあるものと思わせるように作られている」と評した。
2022年に映画『ナイブズ・アウト: グラス・オニオン』が公開され、同作のエンドクレジットで本作が使用された。

## ミュージック・ビデオ
2018年11月9日に『ザ・ビートルズ (ホワイト・アルバム) 50周年記念ニュー・エディション』が発売され、同作に収録されている「グラス・オニオン」の2018年最新ステレオ・ミックスを用いたミュージック・ビデオが制作された。このミュージック・ビデオは、当時ホワイト・アルバムのアート・ディレクターを務めたリチャード・ハミルトンとマッカートニーによって制作されたアルバム『ザ・ビートルズ』のオリジナル・ポスターのコラージュを再構成したもので、ビートルズのメンバー4人から提供された写真やイラスト、アニメ映画『イエロー・サブマリン』や過去作のミュージック・ビデオの映像などが使用されている。

## クレジット
※出典
ビートルズ
- ジョン・レノン - ダブルトラックのボーカル、アコースティック・ギター
- ポール・マッカートニー - ベース、ピアノ、リコーダー
- ジョージ・ハリスン - エレクトリック・ギター
- リンゴ・スター - ドラム、タンバリン

外部ミュージシャン・スタッフ
- ジョージ・マーティン - ストリングス編曲
- ヘンリー・ダティナー、エリック・ボウイ、ノーマン・レダーマン、ロナルド・トーマス - ヴァイオリン
- ジョン・アンダーウッド、キース・カミングス - ヴィオラ
- エルドン・フォックス、レジナルド・キルビー - チェロ

## カバー・バージョン
- フィッシュ - 1994年10月31日にニューヨークで開催されたアルバム『ザ・ビートルズ』に収録の全曲をカバーするライブで演奏。このライブでの演奏は、2002年に発売された4枚組のライブ・アルバム『LIVE PHISH 13　10.31.94』で音源化された[21]。
- アリフ・マーディン - 2003年に発売されたオムニバス盤『Glass Onion: Songs of the Beatles』に収録[22]。